# Bisetocreagris latona
Bisetocreagris latona är en spindeldjursart som först beskrevs av Bozidar P.M. Curcic 1985.  Bisetocreagris latona ingår i släktet Bisetocreagris och familjen helplåtklokrypare. Inga underarter finns listade.